# Fromager
Pour les articles homonymes, voir Fromager (homonymie).
 (août 2016).
Si vous disposez d'ouvrages ou d'articles de référence ou si vous connaissez des sites web de qualité traitant du thème abordé ici, merci de compléter l'article en donnant les références utiles à sa vérifiabilité et en les liant à la section « Notes et références ».
Un fromager est une personne qui maîtrise la transformation d'un lait en fromage. Avec l'agriculteur producteur fermier, il est l'un des deux corps de métier à posséder ce savoir. 
Le fromager travaille pour son compte ou pour une entreprise. La laiterie où il exerce son métier est plus ou moins importante. Le lait qu'il met en œuvre est acheté auprès des agriculteurs. Il est un transformateur de produit agricole (les laits) en produit transformé (le fromage). 
En France la définition d'usage pour le terme « fromager » inclut aussi le commerçant en produits laitiers (appelé aussi « crémier »)

## Statut professionnel de l'artisan fromager

### En France
Le statut d'artisan est réglementée par l'article 21-I de la loi n° 96-603 du 5 juillet 1996 relative au développement et à la promotion du commerce et de l'artisanat, par le décret n° 98-247 du 2 avril 1998 relatif à la qualification artisanale et au répertoire des métiers. Depuis 2015, la profession de crémier-fromager est inscrite au répertoire des métiers .

## Transformation du lait en fromage

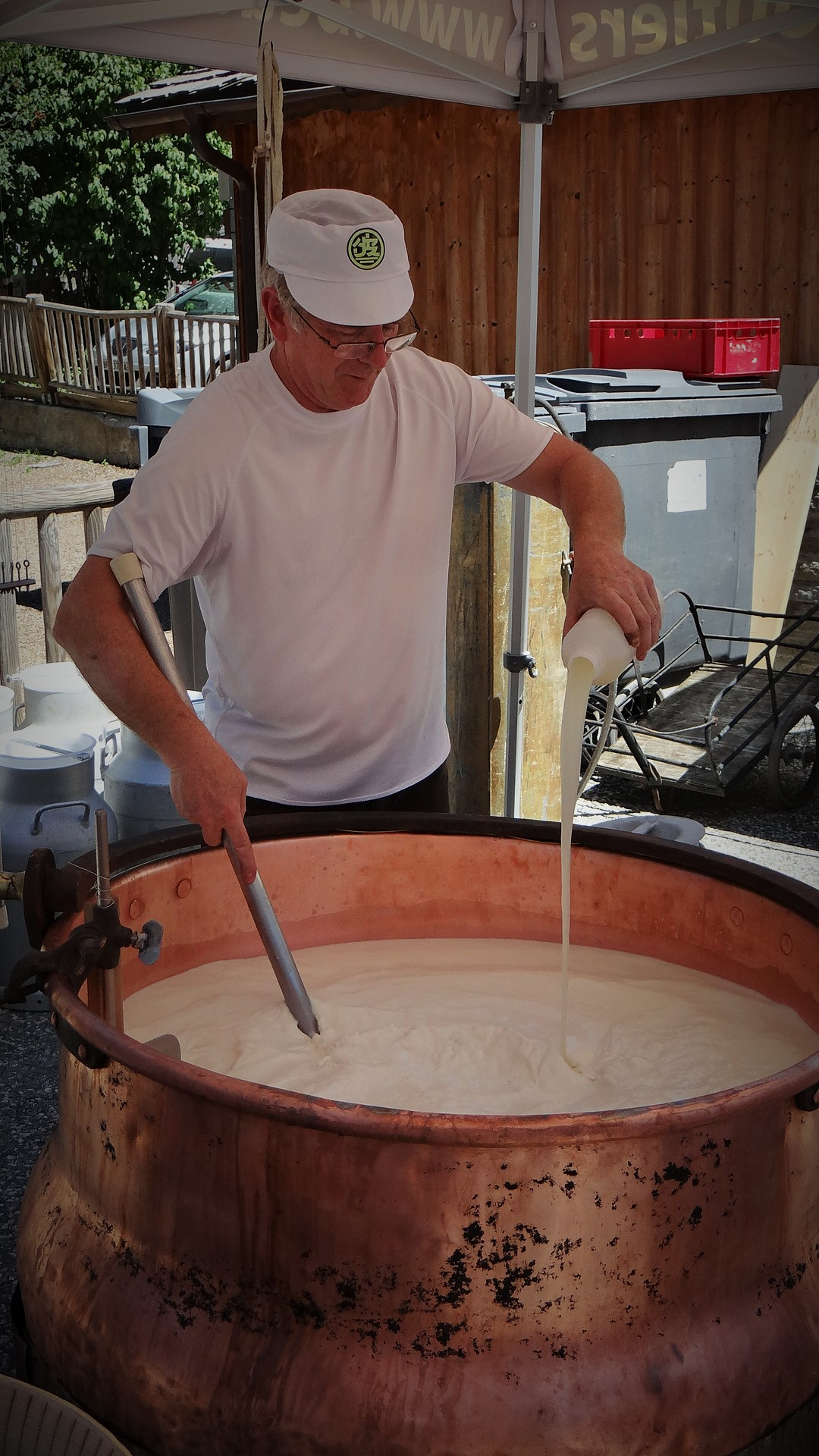
Emprésurage.

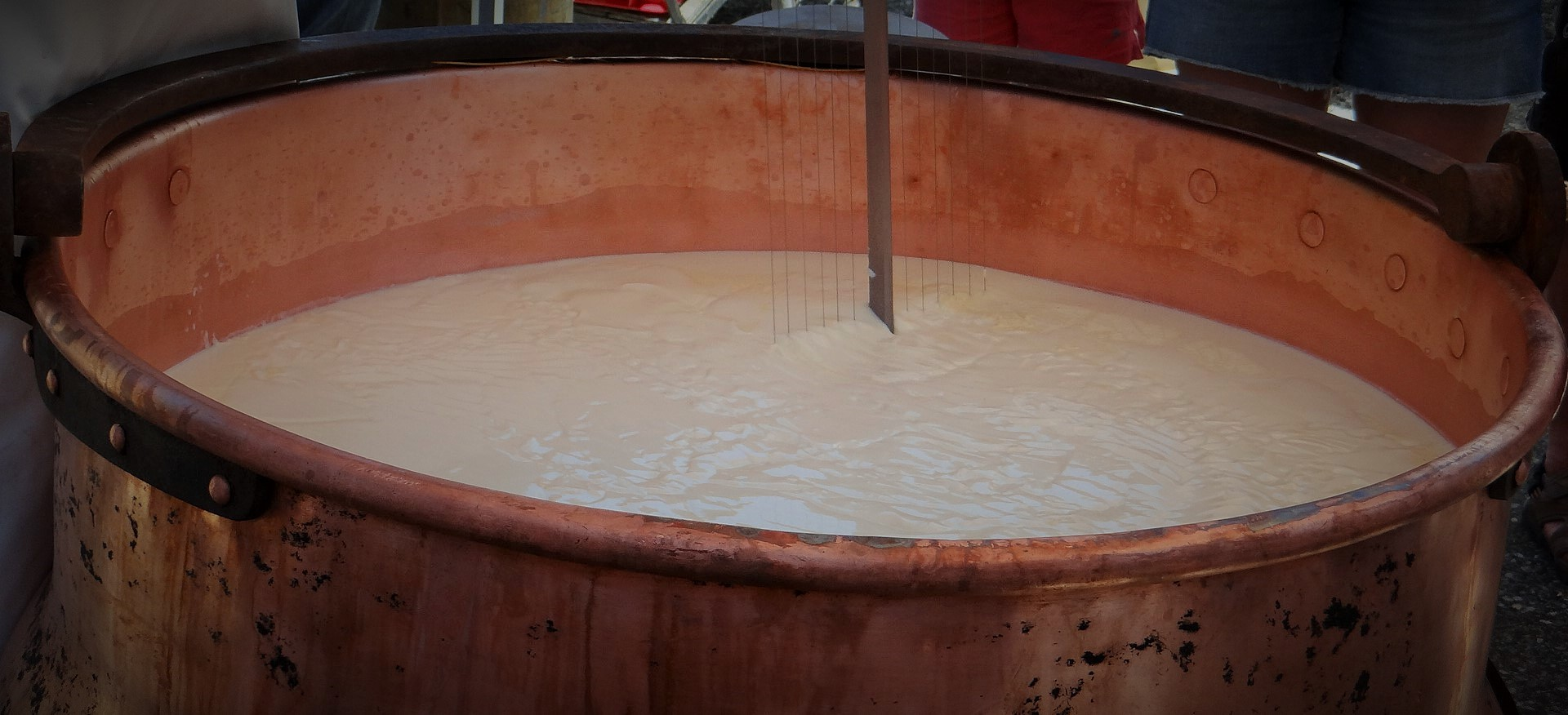
Décaillage.

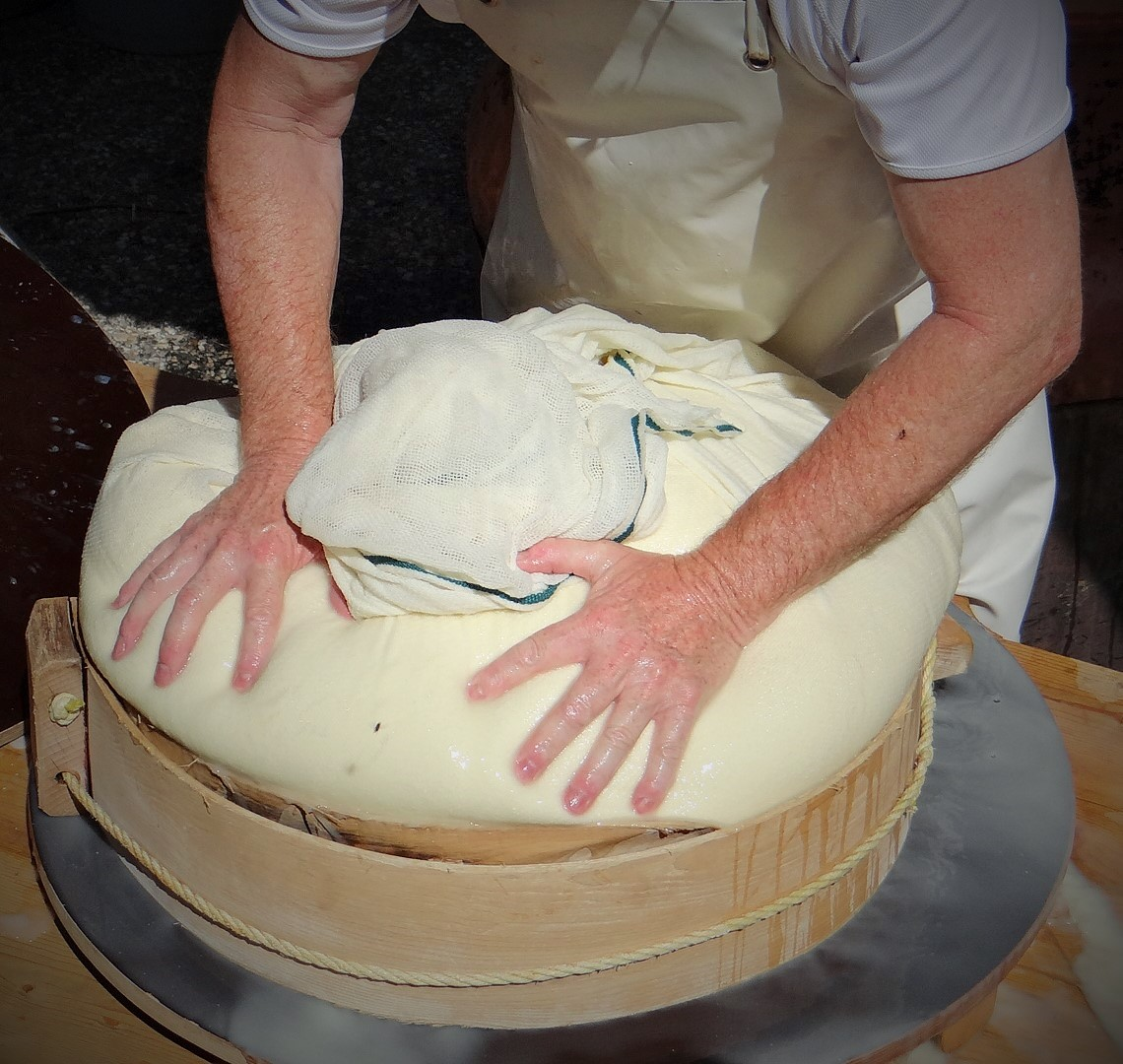
Moulage.

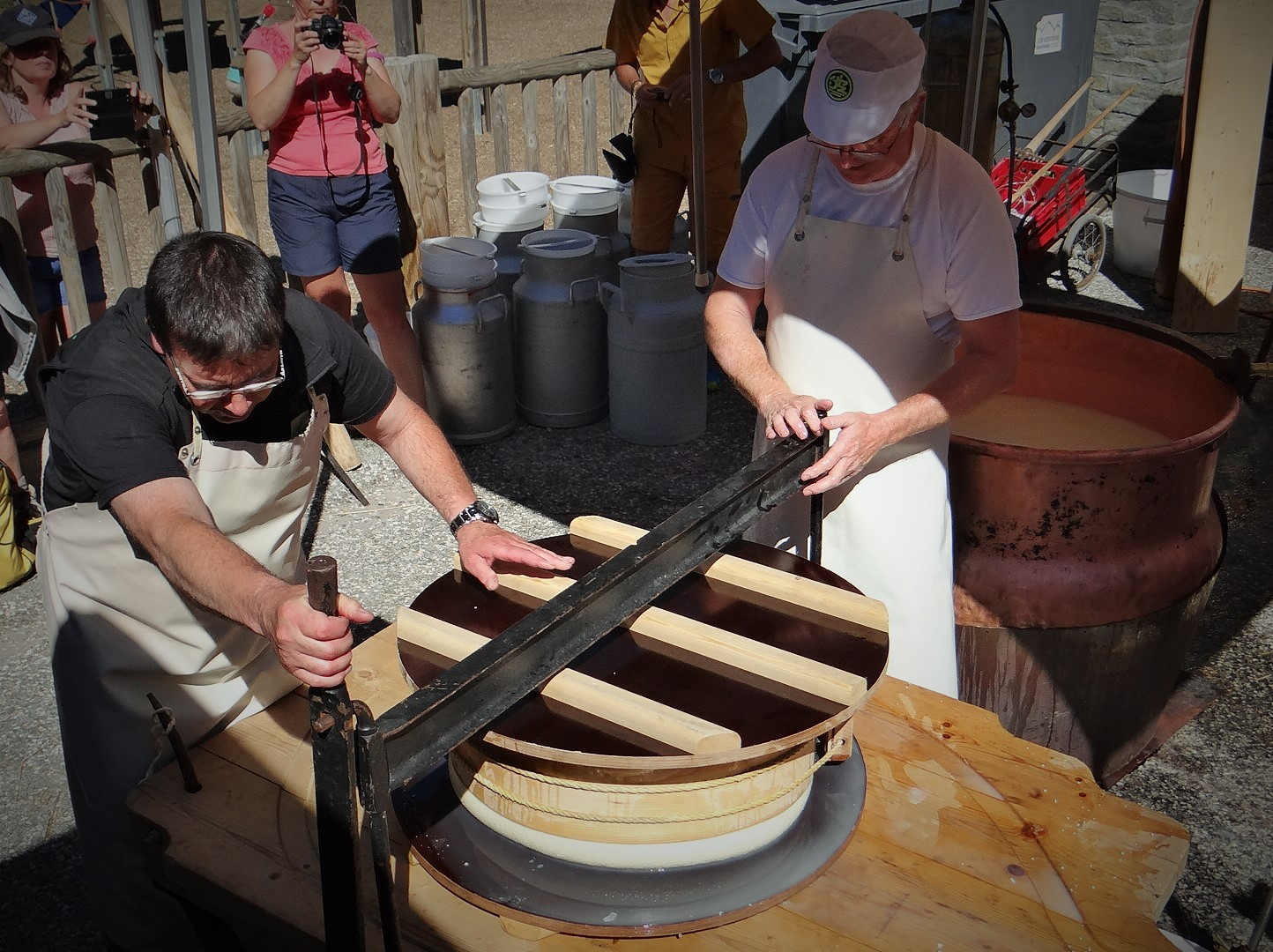
Pressage.

La fabrication du fromage comporte plusieurs étapes :
- Écrémage (ponctuel) : par écrémeuse ou originellement par recueil de la partie crémeuse à la surface du lait qui sera destinée à la fabrication de la crème fraîche ou du beurre. Cette pratique donne des fromages maigres, peu crémeux.
- Chauffage du lait (ponctuel) : ne concerne que le ou les laits gardés dans des réservoirs réfrigérés pour cause de transformation différée. Le lait est mis à chauffer pour rétablir la température du lait au sortir du corps de l'animal, état physique indispensable à l'emprésurage.
- Pasteurisation du lait (ponctuel) : le lait est échauffé selon un processus déterminé pour éliminer les bactéries pathogènes (nuisibles à l'homme) et correspondre aux préférences de la grande distribution ou des normes de certains pays refusant la commercialisation de fromage au lait cru. En revanche, les innombrables bactéries bénéfiques à l'organisme humain et aux qualités organoleptiques du fromage sont aussi détruites. Cette pratique fait baisser très sensiblement le coût financier de la transformation fromagère du fait que le lait n'est plus « vivant » (il ne demande plus d'analyses bactériologiques coûteuses et rapprochées dans le temps). Ce dernier aspect est de première importance dans l'agro-industrie.
- Ensemencement des laits pasteurisés ou microfiltrés (ponctuel) : pratique indispensable pour ces laits transformés dans lesquels seul un nombre limité de souches bactériennes est ensemencé ce qui conduit à une uniformisation des caractéristiques organoleptiques. C'est, là, un des défauts de cette technique.
- Emprésurage (systématique) : le fromager ajoute de la présure ou du ferment au lait pour le faire cailler (le lait se sépare en deux coproduits laitiers distincts : le caillé et le petit-lait).
- Décaillage (ponctuel) : le fromager traverse la masse de caillé à l'aide de couteaux dans le but d'obtenir des grains plus ou moins grands selon la sorte de fromage désirée.
- Égouttage (systématique) : il permet de diminuer le taux d’humidité du fromage. Lors de cette étape, le petit-lait et le caillé finissent de se séparer. Les ustensiles utilisés sont l'étamine  et/ou le moule ou forme perforée (deux fonctions : égouttage et moulage).
- Moulage (systématique) : le moulage ou formage se fait dans de grands moules pour obtenir des meules,  dans de plus petits pour les fromages du genre fourme, voire des petits pour les genres camembert, picodon, pérail, etc.
- Pressage (ponctuel) : le pressage, opération physique si la méthode est originelle, permet d’éliminer l’excédent d’eau. Il s'effectue avec les mains, avec un poids ou avec une presse mécanique.
- Salage (systématique) : par immersion dans de la saumure ou salage à la main pour les petits fromages.
- Piquage (ponctuel) : cette opération est pratiquée pour la fabrication des « bleus » en transperçant les fromages pour inoculer un champignon. Les perforations servent également de couloirs à oxygène qui, en association avec l'humidité interne du fromage, créent une ambiance propice au développement du champignon.
- Affinage (ponctuel) : c’est une opération étalée dans le temps. Elle s'effectue dans une cave ou un hâloir voir une chambre froide. Chaque fromage est retourné et parfois resalé sur chaque face pour la formation de la croûte. l'affinage demande des dispositions sensitives comme l’observation, l’odorat, le goût et le toucher; le tout allié à de la résistance physique si l'opérateur n'affine que des fromages lourds. L'expérience dans ce domaine est déterminante. Le hâloir (souvent électrique) peut se charger de la période de ressuyage. Les murs de la cave, de par leur état poreux, servent de réservoir à la biodiversité microbienne ce qui peut participer à la particularité d'un fromage au même titre que le sol, l'herbe ou la race du bétail utilisée pour produire le lait. Chaque type de fromage, pour un affinage réussi, demande une ambiance atmosphérique particulière (température, hygrométrie) ce qui rend impossible l'affinage de différents fromages dans une même cave comme on peut l'observer dans certaines épiceries fines urbaines tenues par des « affineurs ».